# Homalomena distans
Homalomena distans är en kallaväxtart som beskrevs av Henry Nicholas Ridley. Homalomena distans ingår i släktet Homalomena och familjen kallaväxter. Inga underarter finns listade.